# Gare de Breteil
La gare de Breteil est une gare ferroviaire française de la ligne de Paris-Montparnasse à Brest, située sur le territoire de la commune de Breteil, dans le département d'Ille-et-Vilaine en région Bretagne.
C'est une halte voyageurs, mise en service en 1980 par la Société nationale des chemins de fer français (SNCF).
Elle est desservie par des trains express régionaux TER Bretagne.

## Situation ferroviaire
Établie à 45 mètres d'altitude, la gare de Breteil est située au point kilométrique (PK) 391,380 de la ligne de Paris-Montparnasse à Brest, entre les gares de L'Hermitage - Mordelles et de Montfort-sur-Meu.

## Histoire
L'ouverture à l'exploitation, par la Compagnie des chemins de fer de l'Ouest, de la section de Rennes à Guingamp de sa ligne de Rennes à Brest, le 7 septembre 1863, marque les premiers passages de trains sur le territoire de la commune de Breteil. Mais il n'y a pas d'arrêt, les stations ouvertes les plus proches sont L'Hermitage et Montfort-sur-Meu.
La halte voyageurs de Breteil est créée et mise en service en 1980 par la Société nationale des chemins de fer français (SNCF), pour être desservie par des trains qui circulent sur la  ligne de Paris-Montparnasse à Brest. Elle est établie dans une courbe de 1 000 mètres de rayon, avec les quais situés de part et d'autre du passage  à niveau no 204,  à environ cinq minutes du bourg centre de la commune. L'arrivée du premier autorail marquant l'arrêt est « accueilli par les majorettes et la fanfare ».
En 2007, le parking est agrandi pour atteindre environ 60 places.
En 2013, le mobilier des quais est remplacé par de nouveaux éléments.

## Fréquentation
De 2015 à 2023, selon les estimations de la SNCF, la fréquentation annuelle de la gare s'élève aux nombres indiqués dans le tableau ci-dessous.
| Année           | 2015   | 2016   | 2017   | 2018   | 2019   | 2020   | 2021   | 2022   | 2023    |
| --------------- | ------ | ------ | ------ | ------ | ------ | ------ | ------ | ------ | ------- |
| Voyageurs seuls | 81 703 | 86 106 | 80 861 | 78 865 | 87 850 | 59 860 | 57 397 | 85 747 | 104 172 |

## Service des voyageurs

### Accueil
Halte SNCF, c'est un point d'arrêt non géré (PANG) à accès libre. 

### Desserte
Breteil est desservie par des trains régionaux TER Bretagne de la relation Rennes – La Brohinière – Saint-Brieuc.

### Intermodalité
Un parc pour les vélos (8 places) et un parking pour les véhicules y sont aménagés.